# Carex setifolia
Carex setifolia är en halvgräsart som beskrevs av Gustav Kunze. Carex setifolia ingår i släktet starrar, och familjen halvgräs.

## Underarter
Arten delas in i följande underarter:
- C. s. pungens
- C. s. setifolia